# Hermann Paul
Hermann Otto Theodor Paul (7. srpna 1846 Salbke, místní část Magdeburgu – 29. prosince 1921 Mnichov) byl německý jazykovědec, germanista a lexikograf, představitel mladogramatické školy a profesor germanistiky ve Freiburgu im Breisgau a v Mnichově.

## Publikace
- Principien der Sprachgeschichte, 1880
- Mittelhochdeutsche Grammatik, 1881
- Deutsches Wörterbuch, 1897